# Girolamo Tripodi
Girolamo Tripodi (Polistena, 19 ottobre 1927 – Reggio Calabria, 14 marzo 2018) è stato un sindacalista e politico italiano.
Girolamo Tripodi, familiarmente conosciuto con il diminutivo Mommo. Ha un lungo passato da bracciante agricolo e la storia della sua militanza politica nasce proprio dalle lotte sociali intraprese dalle masse contadine meridionali alla fine della seconda guerra mondiale. Si è iscritto al Partito Comunista Italiano nel 1950. Tripodi diventa sindacalista della Federbraccianti-CGIL.
Vicesegretario della Federbraccianti CGIL di Reggio Calabria nel 1960 e Segretario dal 1963 al 1969. Componente della Segreteria confederale della CGIL di Reggio Calabria dal 1965 al 1969 e del Comitato centrale della Federbraccianti. Componente del Comitato Direttivo della sezione del PCI di Polistena e Segretario dal 1956 al 1960. Dal 1960 componente del Comitato Federale e del Comitato Direttivo della Federazione provinciale reggina del PCI. Fu protagonista delle storiche lotte delle gelsominaie della fascia jonica reggina e delle raccoglitrici di ulivo della piana di Gioia Tauro. Ha fatto parte del Comitato regionale del PCI dal 1967. Vicepresidente della Commissione regionale di controllo del PCI calabrese. È stato tra i fondatori, nel febbraio del 1991, del Partito della Rifondazione Comunista e, nell'ottobre del 1998, del Partito dei Comunisti Italiani. Parlamentare della Repubblica per cinque legislature e Sindaco di Polistena per circa trentuno anni.

## Cariche locali
Nel 1956 entra nel Consiglio Comunale di Polistena, cittadina di oltre 12.000 abitanti della provincia di Reggio Calabria, nei banchi dell'opposizione dove viene confermato nel 1960, nel 1964 e nel 1965 dopo il commissariamento del comune. Nel 1970 cambia il colore politico dell'amministrazione e Tripodi, capolista del PCI e parlamentare in carica, diventa sindaco, una carica che manterrà ininterrottamente per oltre vent'anni una prima volta (venendo rieletto nel 1975, nel 1980 e nel 1985) e poi per altri dieci anni fino al 2005. Nel 1990 vince nuovamente e largamente le elezioni comunali che vengono però annullate dal Consiglio di Stato che decide la loro ripetizione nell'autunno del 1991, con l'esclusione della lista del PCI. Nelle successive comunali del 1995, svolte con il nuovo sistema che prevede l'elezione diretta del sindaco, Girolamo Tripodi è di nuovo eletto plebiscitariamente sindaco di Polistena e ulteriormente riconfermato nelle elezioni comunali del 2000, ricoprendo, così, la carica di Sindaco per oltre 31 anni, fino al 2005.
Nelle elezioni amministrative del dicembre 1992 è eletto consigliere comunale di Reggio Calabria, dove assume l'incarico di capogruppo del PRC. Ha fatto parte degli organismi regionali e nazionali dell'ANCI, dell'AICCRE e della Lega delle Autonomie Locali. È stato, per lungo tempo, Amministratore e Vicepresidente del Consorzio ASI per lo sviluppo industriale della provincia di Reggio Calabria. Successivamente componente del Consiglio d'Amministrazione della società consortile Mediterranea Sviluppo e della Iame, dove è stato Vicepresidente del Consiglio d'Amministrazione.

### Il comitato contro la centrale di Gioia Tauro
Negli anni ottanta costituì e presiedette il Comitato dei Sindaci contro la costruzione di una centrale a carbone a Gioia Tauro finché il Governo, cedendo al grande movimento di lotta popolare di amministrazioni locali, associazioni ambientaliste e popolazione, decise definitivamente di non costruire la centrale in quel sito. Sull'onda di questo successo nel 1987 Girolamo Tripodi fu candidato dal Pci al Senato nel collegio di Palmi, fino ad allora perdente per il PCI, e fu eletto con un grande successo personale che fece fare al PCI un balzo elettorale nel collegio che fu il secondo del PCI in Calabria.

### La lotta contro la 'ndrangheta
Girolamo Tripodi fu sempre in prima linea, sia da parlamentare che da sindaco, nella lotta contro la 'ndrangheta: non si contano le manifestazioni e le iniziative per la sensibilizzazione delle coscienze civili che avevano in Polistena l'epicentro calabrese della battaglia contro le cosche mafiose. Si ricorda ancora la sua testimonianza nel cosiddetto «Processo ai Sessanta» (De Stefano+59), un'inchiesta che nel 1978 fece luce sulle cosche che dominavano a Reggio Calabria e che rappresentò il primo maxiprocesso in Italia per associazione per delinquere di tipo mafioso, considerato talmente innovativo tanto da essere preso in considerazione nella successiva istituzione del 416 bis. La testimonianza di Tripodi in quel processo, nella sua qualità di Sindaco di Polistena, rimane una pietra miliare nell'impegno e nella lotta contro la 'ndrangheta.
Contestualmente, in Parlamento sono scritte pagine memorabili ed atti legislativi che hanno contribuito concretamente a far uscire dalla grave sottovalutazione il fenomeno della 'ndrangheta calabrese. Numerose furono le minacce ed intimidazioni subite da Tripodi e per lunghi anni fu costretto a vivere, insieme alla sua famiglia, sotto protezione e con la scorta.

## Cariche nazionali
Alle elezioni politiche del 1968 entrò alla Camera dei deputati, con 21.654 voti di preferenza, e venne confermato Deputato anche nelle seguenti consultazioni del 1972, con 35.734 preferenze personali.
Nel 1976, trascorse due legislature, non venne più ricandidato.
Nel 1987 tornò in Parlamento con il PCI conquistando un seggio al Senato nel Collegio di Palmi. Dopo la svolta della Bolognina fu tra i fondatori di Rifondazione Comunista e fu uno degli 11 senatori che nel febbraio del 1991 costituirono il gruppo senatoriale di Rifondazione Comunista.
In quella stessa legislatura fu eletto Segretario della Commissione Antimafia presieduta dal senatore Gerardo Chiaromonte.
Alle politiche del 1992 fu eletto sia alla Camera dei Deputati (capolista di Rifondazione Comunista in Calabria) che al Senato della Repubblica (collegio di Palmi) e optò per il seggio alla Camera. Anche in questa legislatura fu eletto Segretario della Commissione Antimafia guidata da Luciano Violante.
Nelle successive elezioni, nel 1994, venne rieletto al Senato della Repubblica nel collegio di Locri-Palmi, che vinse con il raggruppamento dei Progressisti. Ancora una volta fece parte della Commissione Antimafia. Il 21 aprile 1994 fu eletto, dall'aula di Palazzo Madama, Questore anziano del Senato della Repubblica.
Al termine della legislatura decise di non ricandidarsi poiché nel 1995 il figlio Michelangelo era stato eletto consigliere regionale della Calabria. Tripodi ha sempre fatto parte della Direzione nazionale e del Comitato politico nazionale del PRC finché, nel 1998, è stato tra i fondatori del Partito dei Comunisti Italiani. È stato componente della Direzione Nazionale e del Comitato centrale del PdCI.

## La Fondazione Girolamo Tripodi
Il 19 ottobre 2018, nella ricorrenza dell'anniversario della nascita di Girolamo Tripodi, la moglie Pasqualina Policriti e i figli Michelangelo, Maria Concetta e Ivan hanno costituito con atto notarile la Fondazione Girolamo Tripodi che ha avviato la sua importante attività nel ricordo e nella memoria della figura del sen. Girolamo Tripodi. Nonostante il breve lasso di tempo dalla costituzione della Fondazione sono, infatti, molteplici le iniziative socio-culturali e le attività di solidarietà portate avanti dalla stessa che possono essere seguite sul sito www.fondazionegirolamotripodi.it.